# Чесменский конный завод
Чесменский конный завод расположен в селе Чесменка Бобровского района Воронежской области. Завод сохранился практически в первозданном виде и является памятником архитектуры. Общая численность лошадей на заводе более 400, из них 150 голов — маточное поголовье, содержащееся для воспроизводства табуна.

## История
Основан в 1776 году как отделение Хреновского конезавода графом Орловым. В 1845 году завод был приобретён в казну, а позже стал собственностью Великих князей Романовых.
До 1917 года на заводе в разное время велась работа с верховыми породами, с тяжеловозами, иногда с орловскими рысаками. После Октябрьской революции в него привезли верховых лошадей. В 1931 году завод стал отделением Хреновского, а с 1933 года самостоятельным хозяйством. На заводе появилось отделение русской рысистой породы.